# TODO
TODO（トードー、生年月日非公開 - ）は、日本のAV監督、AVプロデューサーである。元声優でラジオパーソナリティー。場合によっては「ティー・オー・ディー・オー」と呼称する場合もある。

## 略歴
新卒でケイエムプロデュース（KMP）に入社。アシスタントプロデューサー、営業、アダルトグッズ企画制作を経て、2015年に監督デビュー。ミリオンレーベルでのプロデューサー職を経て、営業に異動になったことをきっかけとして「自分はAVが作りたいんだ」と気付きフリーランスとなる。
KMP系列のレーベル・S級素人や宇宙企画、レアルワークス、SCOOP、ONEMOREなどで作品をリリース。2021年時点で、2021年時点で月平均30本もの作品リリース。一方、バックボーンを生かし、YouTubeチャンネル「TODOオンザラジオ」では女優との音声対談を毎週のように配信中。
同人漫画サークル「アトリエTODO」を主宰しており、多数の同人漫画、ライトノベルの原作を手掛けている。

## 人物
- 大学は芸術学部出身。演劇の演出を勉強しつつ、声優養成所に通い、その後ラジオで声の仕事をしつつ、売れない声優を20歳頃まで続けた[1]。広告代理店やアニメ制作会社を就職活動で受けるも落ち、KMPに新卒で就職。AV制作では学生時代にドラマCDを作った経験が生きているという[1]。
- 「主観モノ」を撮ることに定評があり、当初はしゃべりながら撮影していたが、うるさいというレビューがあったため、作品では黒子に徹し「丁寧なアングル、しっかりとしたモザイク、綺麗な画角と映像」を心掛ける。経歴を生かし、演技指導も積極的に行っており、インタビューでは「全ての演技を僕自身が大袈裟に面白おかしくやると、女の子も恥ずかしくないかもって感じてくれて、本番が始まったら頑張ってやってくれたりするんです」と答えている[1]。音声コンテンツでは女優に「お兄ちゃん大好き」と言ってもらうのを好んでおり、その場合「俺も大好きだ、拍手～」と返すのがお決まりとなっている。
- 「僕はAV業界の中で最も車の運転が下手」を自称する[1]。
- 好きな言葉は「細部にこそ神が宿る」[1]。モットーは『ご飯が美味しいと思う事、女の子は可愛いと思う事で毎日幸せになれる』[1]。

## 監督作品

### アダルトビデオ
代表的なシリーズ監督作のみ表記
- 『S級素人』シリーズ（2015年‐、S級素人）
- 『シン・肉便器これくしょん美少女監禁』シリーズ（2017年、＆RiBbON）※まったく売れなかった作品として挙げている[2]。
- 『妄想主観』シリーズ（2021年‐、エロタイム）
- 『新放課後美少女回春リフレクソロジーSpecial』シリーズ（2021年、宇宙企画）[3]

## 原作

### 漫画
- 突然始まるラブストーリー！？酔っ払った女上司とラブホで相部屋SEX（2022年8月13日、アトリエTODO）作画：杜のひやし中華